# 南犍為郡
南犍為郡，中国南北朝时设置的郡。
南齐齐武帝永明二年（484年）分犍為郡南部置南犍為郡，属宁州。治所在今四川省宜宾市和云南省交界处。原来犍為郡，属于益州，由武阳县（今四川省彭山县东）迁治僰道（今四川省宜宾市西南）。齐明帝隆昌元年（494年），又以宋昌郡犍為县设立宁州的犍為郡，南朝梁废南犍為郡，与犍為郡合并。